# Agrarfrost
Agrarfrost ist ein deutscher Hersteller von tiefgefrorenen Lebensmitteln auf Kartoffelbasis. Die Produktion umfasst drei Bereiche: Pommes frites (Hauptprodukt), Kartoffelsnacks (Chips usw.) sowie Kartoffelflocken für die Verwendung in der Lebensmittelindustrie. Jährlich werden 450.000 Tonnen Kartoffeln verarbeitet, davon 300.000 Tonnen am Stammsitz im niedersächsischen Dorf Aldrup, einem Ortsteil der Stadt Wildeshausen im Landkreis Oldenburg, und 140.000 Tonnen in Oschersleben bei Magdeburg in Sachsen-Anhalt (Stand: 2010).
Das Unternehmen ist der Kern einer Agrarfirmengruppe. Diese erzielte im Jahr 2018 einen Gesamtumsatz von 247 Mio. Euro.

## Geschichte
Nach einer Informationsreise in die USA startete der damals 29-jährige Aldruper Landwirt Reinhold Stöver (1938–2017) 1967 mit der Herstellung vorfrittierter Kartoffeln. Mit einer gebraucht gekauften Maschine und fünf Mitarbeitern verarbeitete er im ersten Jahr 600 Tonnen Kartoffeln und erzielte 200.000 DM Umsatz. Im Folgejahr begann er, direkt an die Gastronomie zu vertreiben (Stöver Frischdienst). Da seine eigenen Ackerflächen nicht mehr ausreichten, schloss er ab 1970 mit anderen Landwirten Anbau- und Abnahmeverträge für deren Kartoffeln. 1972 folgte mit Gründung der Tochterfirma Agrarfrost der Einstieg in die Produktion tiefgekühlter Ware, die er an Lebensmittel-Einzelhändler lieferte. 1974 exportierte Stöver erstmals 1.500 Tonnen Tiefkühl-Pommes frites nach Australien. 1975 wurde die Kapazität der Kühllager auf 3.500 Tonnen erweitert, 1979 auch die Lagerkapazität für Rohkartoffeln auf 20.000 Tonnen, 1981 die Produktionsanlagen modernisiert.
Bald wurde das Sortiment um eine Feinkost-Sparte erweitert. Hinzu kam Fleisch aus eigenen Hähnchen- und Schweinemastbetrieben, wobei Abfälle aus der Kartoffelverarbeitung als Bestandteil des Tierfutters genutzt werden.
Als 1985 McDonald’s Kunde wurde (bis heute größter Einzelabnehmer von agrarfrost), brachte dies einen enormen Aufschwung. Im Jahr 1989 übernahm Stöver die von Arthur Meyer in Syke bei Bremen gegründete Fischverarbeitung Weser Feinkost. Nach der Wiedervereinigung eröffnete Stöver 1992 ein weiteres Werk in Oschersleben. Mit der Errichtung einer neuen Kartoffelhalle wurde die Lagerkapazität auf 225.000 Tonnen gesteigert.
1997 stellte Stöver bereits 150.000 Tonnen Kartoffelprodukte her, 20.000
Tonnen Feinkost und 5.000 Tonnen Fleisch- und Wurstwaren. Seit der Jahrtausendwende ist Reinhold Stövers Sohn Eike (* 1972) mit am Unternehmen und seiner Führung beteiligt.
2001 wurde ein neues Tiefkühllager errichtet und die Kapazität der Chipsherstellung, die ausschließlich in Oschersleben erfolgt, von 1,5 Tonnen pro Stunde mit einer zweiten Linie auf 3,5 Tonnen pro Stunde mehr als verdoppelt. Der Umsatz der Gruppe war damals auf 380 Mio. Euro angestiegen.
Am 26. März 2004 wurde Unternehmensgründer Reinhold Stöver mit dem Verdienstkreuz 1. Klasse des Niedersächsischen Verdienstordens ausgezeichnet (überreicht im Januar 2005).
Im Jahr 2006 erfolgte ein Schnitt mit Konzentration auf das Kerngeschäft. Der Stöver Frischdienst wurde an den REWE Großverbraucher-Service verkauft, Weser Feinkost an die niederländische Reederei und Heringsverarbeitung Haasnoot Vis veräußert, 2010 von dieser an die Homann-Feinkost-Gruppe von HK Food (Heiner Kamps, Theo Müller) weiterverkauft, die das Werk in Syke Ende April 2011 aus Gründen der Marktbereinigung schloss.
Agrarfrost ist Mitglied im Europäischen Verband der Kartoffelverarbeiter EUPPA und im Verein Deutsches Tiefkühlinstitut. Anfang 2012 trat Agrarfrost dem Roundtable on Sustainable Palm Oil bei. Im Jahr 2014 investiert Agrarfrost am Standort Oschersleben in vom Bundesumweltministerium geförderte Maßnahmen zur Rückgewinnung und effizienten Nutzung von Abwärme.